# Muddy Mountain
Der Muddy Mountain ist ein 2530 m hoher Berg in den nördlichen Laramie Mountains im US-Bundesstaat Wyoming. Er liegt rund 7 km südlich des Casper Mountain. Auf dem Berg befindet sich die Muddy Mountain Environmental Education Area, ein Erholungsgebiet mit Wanderwegen und Aussichtspunkten.

## Belege
1. ↑  Peakbagger: Muddy Mountain. Abgerufen am 23. Januar 2021.
2. ↑  Muddy Mountain Environmental Education Area | Bureau of Land Management. Abgerufen am 23. Januar 2021 (englisch).